# Los Miranda
Los Miranda är en ort i Mexiko.   Den ligger i kommunen Salamanca och delstaten Guanajuato, i den centrala delen av landet, 250 km nordväst om huvudstaden Mexico City. Los Miranda ligger 1 726 meter över havet och antalet invånare är 553.
Terrängen runt Los Miranda är kuperad åt nordost, men åt sydväst är den platt. Runt Los Miranda är det tätbefolkat, med 266 invånare per kvadratkilometer. Närmaste större samhälle är Salamanca, 9,3 km sydväst om Los Miranda. Trakten runt Los Miranda består till största delen av jordbruksmark.